# Kosino-Uchtomskij
Il quartiere Kosino-Uchtomskij (in russo Район Косино-Ухтомский?) è un quartiere di Mosca sito nel Distretto Orientale. Si compone dei tre abitati di Kožuchovo, Kosino e Uchtomskij.
A Kosino si trovano tre laghi: Beloe (bianco), Čërnoe (nero) e Svjatoe (santo). Sulle sponde del lago Beloe sorge un gruppo di tre chiese: la Svjato-Uspenskij (Santa Maria Assunta, in pietra), la Svjato-Nikol'skij (San Nicola, in pietra) e la Svjato-Tichonovskij (San Tichon, in legno). Le due chiese di pietra furono costruite tra il 1823 e il 1826.
Scavi archeologici hanno rinvenuto nell'attuale area del quartiere tracce di due siti neolitici e quindici tumuli funerari. Molti dei reperti rinvenuti sono esposti al museo antropologico dell'Università Statale di Mosca.